# Oflag IV B Königstein

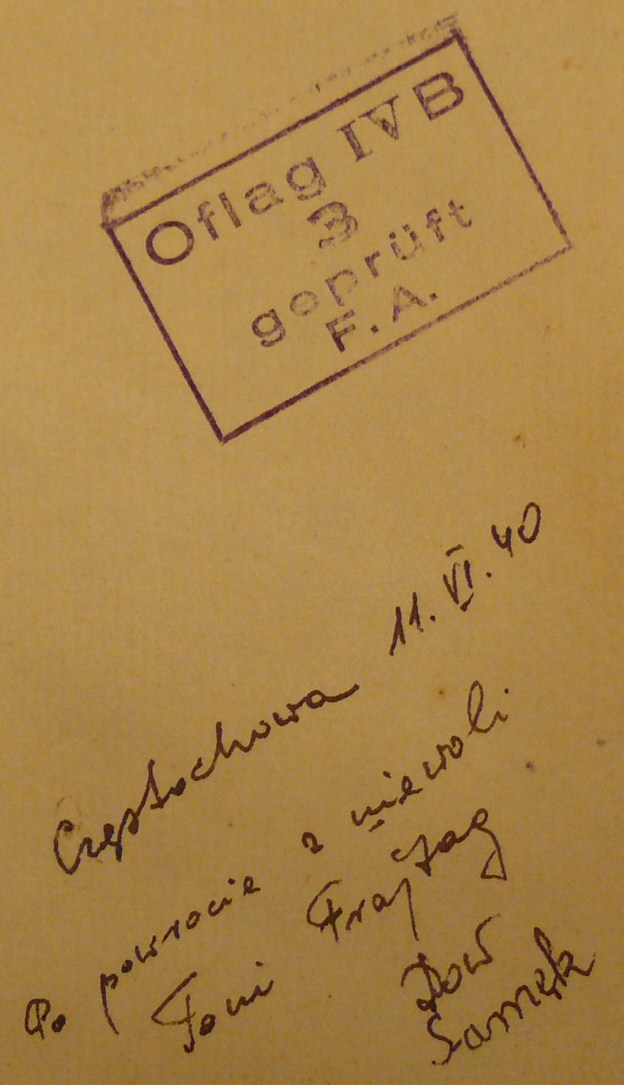
Książka ze stemplem obozowym

Oflag IV B Königstein – niemiecki obóz jeniecki (oflag) dla oficerów polskich podczas II wojny światowej, założony w twierdzy Königstein w Saksonii, zbudowanej przez króla Augusta II Mocnego. 
Oficerowie sztabowi przebywali w izbach kazamaty koszarowej, generałowie w cekhauzie, natomiast oficerowie młodsi skoszarowani byli na niższych piętrach twierdzy. Do spacerów wyznaczono jeńcom część parku historycznego zamku i ścieżkę wzdłuż blanków murów obronnych.
W Königstein przebywali prawie wszyscy wzięci do niewoli dowódcy armii (z wyjątkiem Szyllinga i Piskora, którzy przebywali w Murnau).
Po klęsce Francji w 1940 obóz przeznaczono dla Francuzów, natomiast Polaków przewieziono do Murnau (oficerów) i Johannisbrunn (generałów).